# هاینتس پروفر
ارنست پاول هاینتس پروفر (به آلمانی: Ernst Paul Heinz Pruefer) (زاده ۱۰ می ۱۸۹۶ در ویلهلمسهافن-درگذشته ۷ آوریل ۱۹۳۴ در مونستر) ریاضیدان اهل آلمان بود.

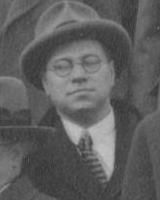
پروفر در ۱۹۳۰

## زندگی و کارنامه

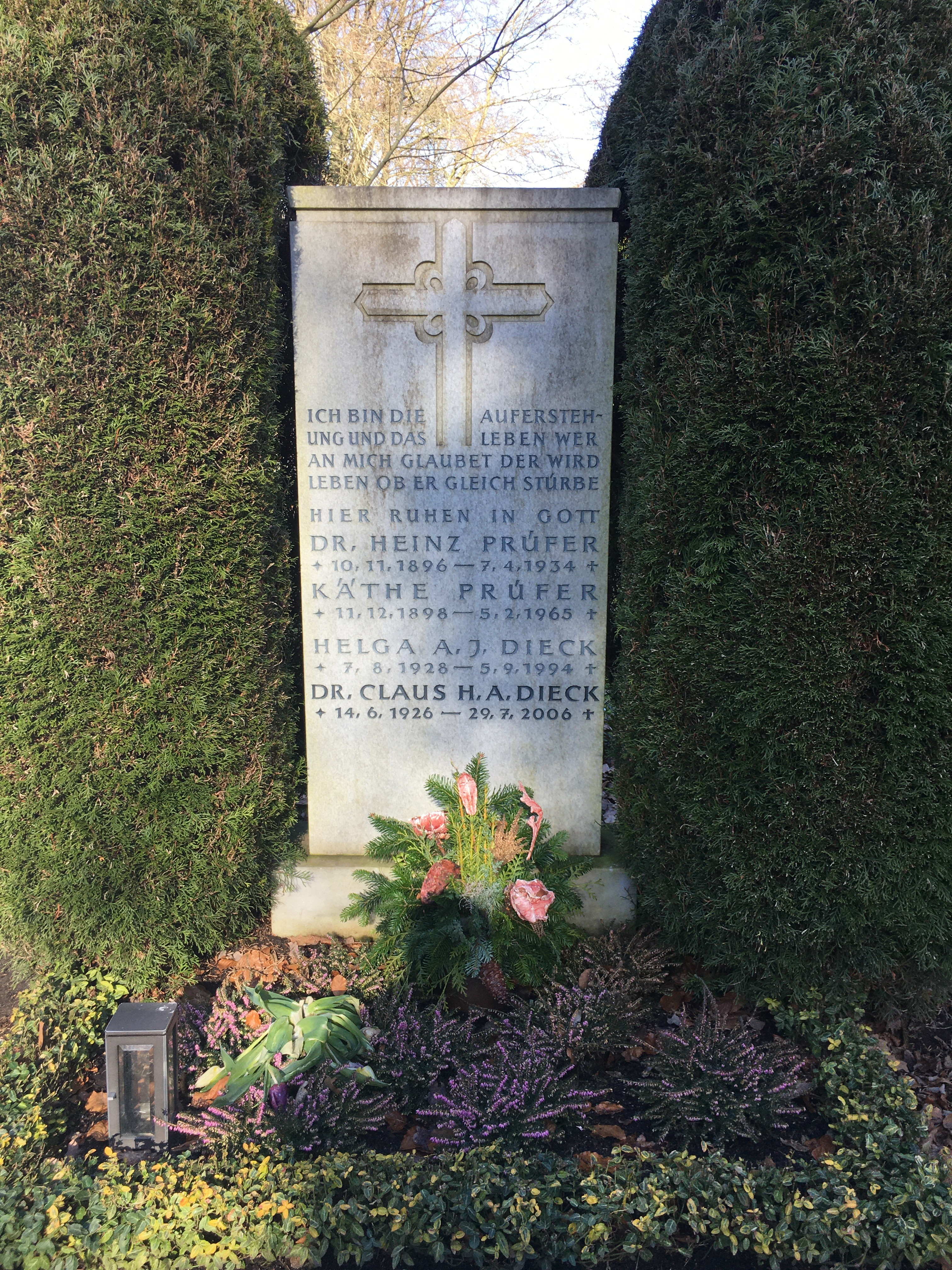
گربستات هاینز پروفر

وی در برلین به دبیرستان رفت و سپس وارد دانشگاه هومبولت برلین شد. در اینجا استادانی همچون فروبنیوس، شوارتس و کوبه داشت و درجه دکتری را در سال ۱۹۲۱ با سرپرستی ایسای شور و رساله ای با نام «گروه های آبلی نامتناهی با عناصر از مرتبه متناهی» دریافت کرد. سپس در دانشگاه های هامبورگ و ینا به عنوان دستیار سرگرم کار شد و در سال ۱۹۳۰ در دانشگاه مونستر به درجه استادی رسید. او در سن ۳۷ سالگی در پی سرطان روده درگذشت. زمینه کاری پروفر بیشتر جبر و نظریه گروه ها است و او دستاوردهای فراوانی در این زمینه ها دارد. وی همچنین در نظریه اعداد، نظریه اشتورم-لیوویل و نظریه گره نیز به پژوهش پرداخت. ساختارها و قضایای بسیاری در ریاضیات همچون کدهای پروفر و دامنه های پروفر در ریاضیات به نام او هستند. 